# 咖啡蛋糕

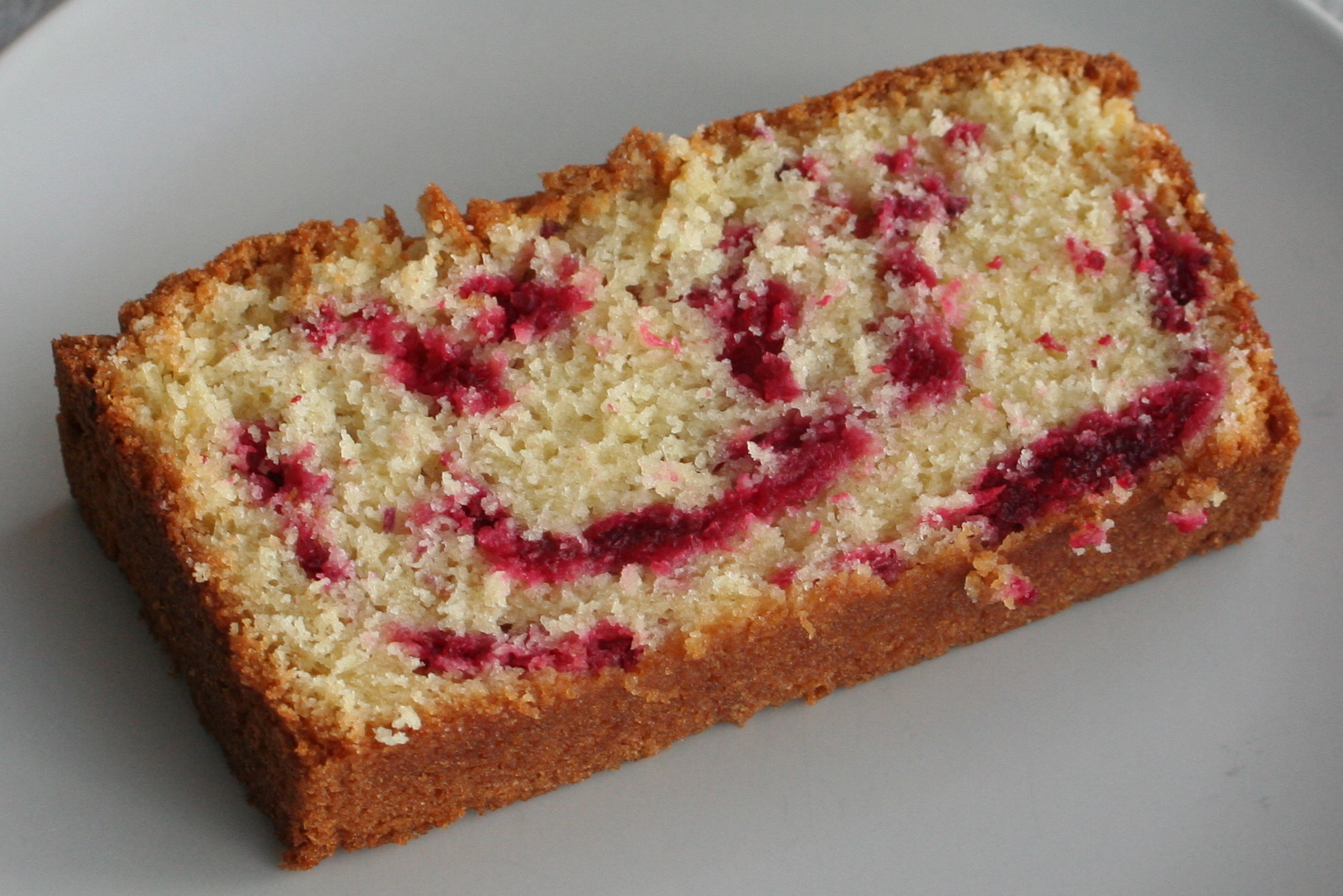
美国蔓越莓咖啡蛋糕

咖啡蛋糕是指用含有咖啡味道的海綿蛋糕。咖啡蛋糕通常呈圆形，並且含有核桃、果实、桂皮、糖粉奶油细末，人們還會用碳酸氢钠发酵蛋糕。